# Gmina Nowa Wieś Lęborska
Die Gmina Nowa Wieś Lęborska ist eine Landgemeinde im Powiat Lęborski der  Woiwodschaft Pommern in Polen. Ihr Sitz ist das gleichnamige Dorf (deutsch Neuendorf, Kreis Lauenburg (Pommern), kaschubisch: Lãbòrskó Nowô Wieś). Die Landgemeinde umfasst heute eine Fläche von 270,4 km² und zählt mehr als 13.500 Einwohner, von denen etwa 2500 in Nowa Wieś Lęborska leben.

## Geographie
Die Landgemeinde liegt in Hinterpommern. Die Gmina Nowa Wieś Lęborska umfasst die Stadt Lębork (Lauenburg (Pommern)). Die Łeba (Leba) durchfließt das südwestliche Gemeindegebiet durchfließt. Im westlichen Gemeindegebiet verläuft der Kanał Łebski (Brenkenhofkanal).
Nachbargemeinden der Gmina Nowa Wieś Lęborska sind:
- Cewice (Zewitz), Lębork und Wicko (Vietzig) im Powiat Lęborski,
- Główczyce (Glowitz) und Potęgowo (Pottangow) im Powiat Słupski
- Choczewo (Chottschow) und Łęczyce (Lanz) im Powiat Wejherowski.

## Geschichte
Die Landgemeinde Nowa Wieś Lęborska hieß bis 1953 Gmina Nowa Wieś.

## Gliederung
Die Landgemeinde Nowa Wieś Lęborska umfasst 45 Ortschaften, die 18 Dörfern mit Schulzenamt zugeordnet sind:
Schulzenämter
| - Chocielewko (Mackensen) - Czarnówko (Scharnhorst) - Darżewo (Darsow) - Dziechlino (Dzechlin bzw. später Ober Lischnitz) - Garczegorze (Garzigar) - Janowiczki (Klein Jannewitz) - Karlikowo Lęborski (Karlkow) - Kębłowo Nowowiejskie (Kamelow) - Krępa Kaszubska (Krampe) | - Łębien (Labehn) - Lubowidz (Luggewiese) - Mosty (Luggewieser Brücke) - Nowa Wieś Lęborska (Neuendorf) - Obliwice (Obliwitz) - Pogorzelice (Langeböse) - Redkowice (Rettkewitz) - Tawęcino (Tauenzin) - Wilkowo Nowowiejskie (Villkow) |

Weitere Ortschaften
Bąkowo, Bąsewice (Bonswitz), Brzezinki, Darżkowo (Darschkow), Jamy (Alte Ziegelei), Janisławiec (Johannisthal), Janowice (Groß Jannewitz),  Kanin (Schlüsselberg), Kozołęka (Kahlfelde), Laska (Laaske), Lędziechowo (Landechow), Leśnice (Lischnitz), Łówcze (Jägerhof),  Ługi (Bruch), Małoszyce (Mallschütz), Niebędzino (Wobesin), Nisko (Am Luggewieser See), Piotrowo, Piskowa, Pogorszewo (Puggerschow), Pogorzele (Luggewieser Ziegelei), Rekowo Lęborskie (Reckow), Rozgore (Rosgars), Rybki (Röpke), Rybnik (Rynick), Wypichowo und Żelazkowo (Karolinenthal).

## Verkehr
Das Gemeindegebiet wird im Westen und Osten von der Landesstraße DK 6 Stettin – Pruszcz Gdański (Praust) (Europastraße 28 (Berlin – Minsk), ehemals Reichsstraße 2 (Berlin – Dirschau)) durchzogen.
In Nord-Süd-Richtung verläuft die Woiwodschaftsstraße DW 214 von Łeba (Leba) an der Ostsee bis nach Warlubie (Warlubien) in der Woiwodschaft Kujawien-Pommern.
Parallel zur DK 6 verläuft die PKP-Strecke 202 durch die Gmina Nowa Wieś Lęborska, die mit den beiden Stationen Leśnice (Lischnitz) und Pogorzelice (Langeböse) an den Schienenverkehr angebunden ist.
Parallel zur Woiwodschaftsstraße DW 214 zieht die PKP-Strecke 229 durch das Gemeindegebiet und verbindet Pruszcz Gdański (Praust) mit Łeba (Leba) an der Ostsee. Die Landgemeinde ist mit drei Bahnstationen an dieser Strecke vertreten: Nowa Wieś Lęborska, Garczegorze (Garzigar) und Lędziechowo (Landechow).
Zwischen 1910 und 1992 war Garczegorze noch Endstation einer Kleinbahnlinie der Lauenburger Bahnen, später polnische Staatsbahnlinie 230, die von Wejherowo (Neustadt (Westpreußen)) über Rybno (Rieben), Choczewo (Chottschow), Zwarowo (Schwartow) führte. Im Gebiet der Gmina Nowa Wieś Lęborska folgten fünf Stationen: Tawęcino (Tauenzin), Karlikowo Lęborski (Karlkow), Rekowo Lęborskie (Reckow), Obliwice (Oblitwitz) und Janisławiec (Johannisthal).